# Carlos Azuaje
Carlos Alberto Azuaje es un ingeniero y líder campesino venezolano.

## Carrera
Carlos Azuaje es ingeniero de profesión y originario del estado Trujillo, pero radicado en Sabaneta, estado Barinas, donde se ha desempeñado como líder social y político, siendo vocero de agricultores y campesinos. Azuaje es militante del partido Voluntad Popular y ha realizado varias denuncias de corrupción en contra del gobierno venezolano.
Azuaje respaldó y promovió la candidatura opositora de Freddy Superlano para la gobernación de Barinas en la campaña de las elecciones regionales de 2021, y posteriormente acompañó a la lideresa María Corina Machado en sus convocatorias, tanto antes como después de las elecciones presidenciales de 2024. Se encontraba en la clandestinidad y sólo aparecía en videos publicados en redes sociales.

## Detención
El 18 de diciembre de 2024, Azuaje fue detenido en un control de la Guardia Nacional Bolivariana (GNB) en la carretera hacia Puerto Ordaz cuando se dirigía desde el estado Anzoátegui al estado Bolívar. Con el arrresto de Azuaje se sumaban a cuatro las detenciones de dirigentes opositores en el país en una semana.
El partido Voluntad Popular denunció la detención al día siguiente, exigiendo su liberación inmediata. El exgobernador y precandidato presidencial opositor César Pérez Vivas se unió a la denuncia, escribiendo: «La dictadura pretende encarcelar a todos los dirigentes, voceros y luchadores democráticos con tal y quedarse ilegalmente en el poder. Expreso mi repudio a esta escalada de violencia».
Al cumplirse cinco meses de su detención, en mayo de 2025, el Comité por la Libertad de los Presos Políticos denunció que el proceso legal de Azuaje proceso legal ha estado marcado por irregularidades y por la vulneración de sus derechos fundamentales, exigiendo su liberación inmediata.
En julio de 2025, después de un intercambio de prisioneros entre Venezuela y El Salvador, Azuaje fue trasladado irregularmente a desde El Helicoide a la cárcel Yare III en el estado Miranda, sin notificar a su abogado defensor o a su familia.